# برنسس أوف تشاينا
«برنسس أوف تشاينا» هي الدويتو بين فرقة الألتيرنتف روك البريطانية كولدبلاي والمغنية البربادوسية ريانا في ألبوم كولدبلاي الخامس مايلو زايلتو. كتبت الأغنية من قبل أعضاء الفرقة غاي بيريمان، جوني بكلاند، ويل تشامبين، وكريس مارتن، جنباً إلى جنب مع بريان إينو، الأغنية تحمل تأثيرات من الإلكترونيك روك، إلكتروبوب وآر أند بي. صدرت الأغنية كأغنية منفردة رابعة من مايلو زايلتو وأرسلت إلى راديو ماين ستريم الأمريكي في 14 فبراير، 2012. صدرت في وقت لاحق على شكل تحميل رقمي في 13 أبريل، 2012. أسطوانة مطولة صدرت للأغنية المنفردة، تضم نسخة أكوستك من الأغنية، في 1 يونيو، 2012.
تلقت «برنسس أوف تشاينا» مراجعات إيجابية عموماً من نقاد الموسيقى، مع البعض مشيداً بين تعاون كريس وريانا، لكن البعض انتقد الأغنية على كونها غير ملهمة. كان أداء الأغنية على المخططات العالمية جيداً. الأغنية بلغت ذروتها في المركز العشرين على الولايات المتحدة بيلبورد هوت 100 والمركز الرابع على مخطط المملكة المتحدة الأغاني المنفردة. أيضاً وصلت إلى المراكز العشرة الأولى في مخططات أستراليا ونيوزيلندا والمراكز الخمسة الأولى في المخططات العالمية الأخرى.
تم تصوير فيديو مصور للأغنية، من إخراج أدريا بتي وألان ببي، في مارس 2012 في لوس أنجلس وصدر في 2 يونيو، 2012. الفيديو يصور قصة حب معقدة بين ريانا وكريس مارتن، بعض المشاهد تشمل معركة سيف بينهم وريانا تقلد إلهة مع أيادي متعددة. تلقى الفيديو مراجعات إيجابية، مع النقاد مشيدين طابع الفيديو الآسيوي. تم أداء الأغنية على الهواء مباشرةً في حفل توزيع جوائز الغرامي الرابع والخمسين الذي عقد في ستيبلز سينتر في لوس أنجلس.

## الأداء التجاري

### أمريكا الشمالية
عندما صدر مايلو زايلتو، دخلت «برنسس أوف تشاينا» لأول مرة في المركز العشرين على مخطط الولايات المتحدة بيلبورد هوت 100. الأغنية باعت 105,000 نسخة رقمية في الأسبوع الأول ودخلت لأول مرة في المركز الثامن على مخطط الهوت للأغاني الرقمية في 12 نوفمبر، 2011. ومع ذلك، الأسبوع التالي تراجعت إلى المركز السادس والسبعين، وبهذا تعتبر أكبر انخفاض لهذا الأسبوع. الأغنية عادت إلى مخطط الولايات المتحدة بيلبورد هوت 100 في 11 فبراير، 2012 في المركز الثامن والتسعين، عقب إعلان بأن ريانا وكولدبلاي سوف يقومون بأداء الأغنية معاً في حفل توزيع جوائز الغرامي الرابع والخمسين. في الأسبوع المقبل خرجت من المخطط مجدداً، قبل أن ترجع من جديد في المركز الخامس والسبعين في 25 فبراير، 2012. الأغنية المنفردة أصبحت خامس أغنية لكولدبلاي والعشرين لريانا التي تدخل المراكز العشرين الأولى في الولايات المتحدة. دخلت «برنسس أوف تشاينا» لأول مرة المركز التاسع والثلاثين على مخطط الولايات المتحدة لأغاني البوب في 14 فبراير، 2012 وتمكنت في وقت لاحق إلى وصول ذروتها في المركز الرابع والعشرين في 31 مارس، 2012. دخلت «برنسس أوف تشاينا» لأول مرة في مركز ذروتها السابع عشر على كندا هوت 100 في 12 نوفمبر، 2011 استناداً على التحميلات الرقمية. في الأسبوع المقبل تراجعت إلى المركز الواحد والأربعين قبل أن تخرج من المخطط.

### أوروبا

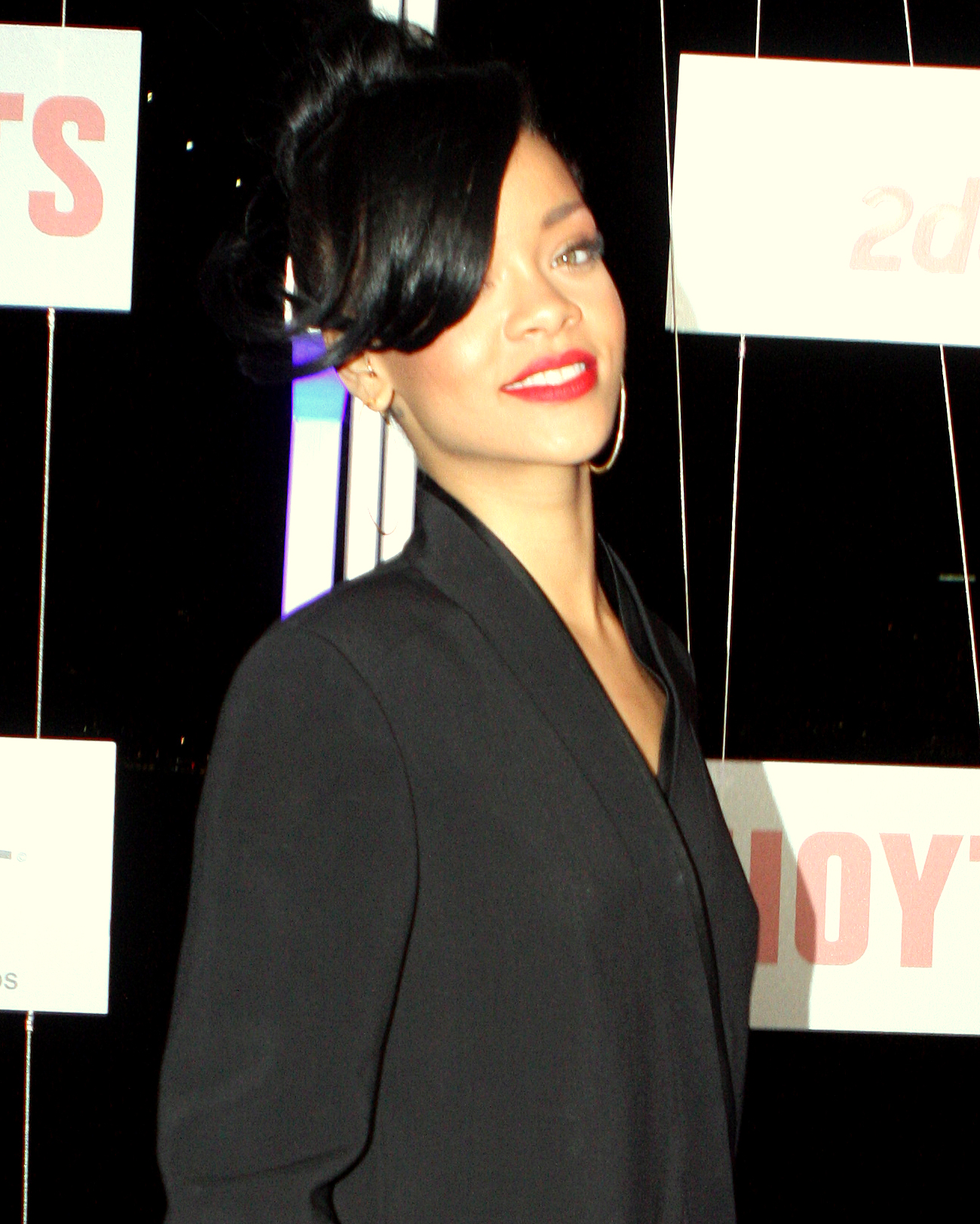
بعد دخول "برنسس أوف تشاينا" مخطط أيرلندا, أصبح لدى ريانا أربع أغاني مختلفة من أربع ألبومات مختلفة, في المراكز الأربعين الأولى.

الأغنية دخلت مخطط الأغاني المنفردة البريطانية في المركز الثالث والثلاثين في 5 نوفمبر، 2011, بعد صدور مايلو زايلتو. تراجعت في الأسبوع المقبل إلى المركز التاسع والأربعين قبل أن تخرج من المخطط. دخلت «برنسس أوف تشاينا» المخطط من جديد في 19 مايو، 2012 في المركز الواحد والستين. بعد خمسة أسابيع، الأغنية المنفردة وصلت إلى مركز ذروتها الرابع وأمضت على هذا المركز مدة أسبوع واحد. الأغنية باعت 475,000 نسخة في المملكة المتحدة في 2012, وأدرجت في المركز الخامس والعشرين في قائمة أفضل الأغاني مبيعا لهذا العام. دخلت «برنسس أوف تشاينا» لأول مرة مخطط الأغاني المنفردة في أيرلندا ومنطقة بلجيكا والونيا في 28 أكتوبر، 2011. في أيرلندا، الأغنية دخلت لأول مرة في المركز الثاني والعشرين، مما يعني بأن لدى ريانا أربع أغاني مختلفة من أربع ألبومات مختلفة، في المراكز الأربعين الأولى، مع «وي فوند لوف» (تاك ذات تاك، 2011) مع كالفين هاريس في المركز الأول، «برنسس أوف تشاينا» (مايلو زايلتو، 2011) في المركز الثاني والعشرين، «فلاي» (بينك فرايدي، 2010) مع نيكي مناج في المركز الثلاثين و «شيرز (درينك تو ذات)» (لاود، 2010) في المركز التاسع والثلاثين. في منطقة والونيا في بلجيكا، الأغنية دخلت لأول مرة في المركز الخامس والأربعين على مخطط الأغاني المنفردة. في الدنمارك، الأغنية دخلت لأول مرة في المركز السابع عشر في 4 نوفمبر، 2011. الأغنية دخلت من جديد المخطط في المركز العشرين في 15 يونيو، 2012, وصلت إلى مركز ذروتها السابع بعد أسبوعين. أمضت مجموع عشرة أسابيع في هذا المخطط. دخلت الأغنية لأول مرة في مركز ذروتها الرابع عشر لمدة أسبوع واحد على المخطط الأغاني المنفردة الفنلندية. في ألمانيا، الأغنية بلغت ذروتها في المركز الواحد والأربعين.

## الجوائز والترشيحات
| السنة | الحفل                          | الفئة                                 | النتيجة | المصادر |
| ----- | ------------------------------ | ------------------------------------- | ------- | ------- |
| 2012  | جوائز إم تي في للأغاني المصورة | أفضل إخراج                            | رُشِّح     | [ 17 ]  |
| 2012  | جوائز إم تي في للأغاني المصورة | أفضل تصوير سينمائي                    | رُشِّح     | [ 17 ]  |
| 2013  | جوائز بريت                     | أفضل أغنية منفردة بريطانية لهذه السنة | رُشِّح     | [ 5 ]   |

## قائمة أغاني الأغنية المنفردة
| - تحميل رقمي 1. «برنسس أوف تشاينا» (نسخة الراديو) – 3:39 2. «برنسس أوف تشاينا» (ريمكس انفزيبل مين) - 3:49 - أسطوانة مطولة 1. «برنسس أوف تشاينا» (نسخة الراديو) – 3:39 2. «برنسس أوف تشاينا» (ريمكس انفزيبل مين) - 3:46 3. «بارادايس» (ريمكس تييستو) – 4:46 4. «برنسس أوف تشاينا» (أكوستك) – 3:26 | - أسطوانة منفردة ترويجية أوروبية 1. «برنسس أوف تشاينا» (نسخة الراديو) – 3:35 2. «برنسس أوف تشاينا» (ريمكس انفزيبل مين) - 3:49 3. «برنسس أوف تشاينا» (نسخة الألبوم) – 3:59 4. «برنسس أوف تشاينا» (اللحن) – 3:59 |  |

## الرسوم البيانية
| المخطط (2011–2012)                                              | المركز | المصادر |
| --------------------------------------------------------------- | ------ | ------- |
| أستراليا (أي آي آر أي)                                          | 16     | [ 21 ]  |
| النمسا (أو3 مراكز النمسا 40 الأولى)                             | 25     | [ 22 ]  |
| بلجيكا (مراكز الترا 50 الأولى فلاندرز)                          | 20     | [ 23 ]  |
| بلجيكا (مراكز الترا 50 الأولى والونيا)                          | 24     | [ 24 ]  |
| كندا (كندا هوت 100)                                             | 17     | [ 25 ]  |
| جمهورية التشيك (آي إف بي آي)                                    | 5      | [ 26 ]  |
| الدنمارك (قائمة الأغاني)                                        | 7      | [ 14 ]  |
| فنلندا (الرسوم البيانية الرسمية الفنلندية)                      | 14     | [ 27 ]  |
| فرنسا (إس إن أي بي)                                             | 24     | [ 28 ]  |
| ألمانيا (ميديا كنترول)                                          | 41     | [ 29 ]  |
| أغاني اليونان المنفردة الرقمية (بيلبورد)                        | 8      | [ 10 ]  |
| المجر (مراكز الراديو 40 الأولى)                                 | 18     | [ 30 ]  |
| المجر (مراكز الأغاني المنفردة 40 الأولى)                        | 3      | [ 30 ]  |
| أيرلندا (آي آر إم أي)                                           | 5      | [ 31 ]  |
| لبنان (مراكز لبنان 20 الأولى الرسمية)                           | 4      | [ 32 ]  |
| إسرائيل (ميديا فورست)                                           | 5      | [ 33 ]  |
| المكسيك (بيلبورد)                                               | 2      | [ 34 ]  |
| هولندا (مراكز هولندا 40 الأولى)                                 | 26     | [ 35 ]  |
| نيوزيلندا (الموسيقى المسجلة النيوزيلندية)                       | 8      | [ 36 ]  |
| النرويج (قائمة - في جي)                                         | 8      | [ 37 ]  |
| سلوفاكيا (آي إف بي آي)                                          | 37     | [ 38 ]  |
| إسبانيا (منتجي الموسيقى في إسبانيا)                             | 24     | [ 39 ]  |
| سويسرا (مراكز سويسرا الموسيقية)                                 | 20     | [ 40 ]  |
| المملكة المتحدة الأغاني المنفردة (شركة الرسوم البيانية الرسمية) | 4      | [ 41 ]  |
| الولايات المتحدة بيلبورد هوت 100                                | 20     | [ 6 ]   |
| الولايات المتحدة أغاني البوب (بيلبورد)                          | 24     | [ 9 ]   |

| المخطط (2012)                                                   | المركز | المصادر |
| --------------------------------------------------------------- | ------ | ------- |
| بلجيكا (مراكز الترا 50 الأولى فلاندرز)                          | 90     | [ 3 ]   |
| بلجيكا (مراكز الترا 50 الأولى والونيا)                          | 94     | [ 11 ]  |
| المجر (مراكز الراديو 40 الأولى)                                 | 69     | [ 29 ]  |
| المملكة المتحدة الأغاني المنفردة (شركة الرسوم البيانية الرسمية) | 25     | [ 42 ]  |

## الشهادات
| الدولة          | المزود                  | الشهادات  | المبيعات | المصادر |
| --------------- | ----------------------- | --------- | -------- | ------- |
| أستراليا        | (أي آي آر أي)           | بلاتينيوم | 70,000   | [ 43 ]  |
| الدنمارك        | (آي إف بي آي الدنماركي) | ذهبي      | 15,000   | [ 44 ]  |
| إيطاليا         | (إف آي إم آي)           | بلاتينيوم | 30,000   | [ 45 ]  |
| نيوزيلندا       | (آر آي أي إن زي)        | بلاتينيوم | 7,500    | [ 46 ]  |
| المملكة المتحدة | (بي بي آي)              | ذهبي      | 475,000  | [ 47 ]  |

## تاريخ الإصدار
| الدولة           | التاريخ         | نوع التحميل                 | المصادر             |
| ---------------- | --------------- | --------------------------- | ------------------- |
| الولايات المتحدة | 14 فبراير، 2012 | راديو ماين ستريم            | [ 8 ] [ 48 ] [ 49 ] |
| أستراليا         | 13 أبريل، 2012  | تحميل رقمي                  | [ 19 ]              |
| ألمانيا          | 13 أبريل، 2012  | تحميل رقمي                  | [ 19 ]              |
| فرنسا            | 13 أبريل، 2012  | تحميل رقمي                  | [ 19 ]              |
| الولايات المتحدة | 13 أبريل، 2012  | تحميل رقمي                  | [ 48 ]              |
| أستراليا         | 1 يونيو، 2012   | أسطوانة ريمكسات رقمية مطولة | [ 50 ]              |
| فرنسا            | 1 يونيو، 2012   | أسطوانة ريمكسات رقمية مطولة | [ 19 ]              |
| الولايات المتحدة | 1 يونيو، 2012   | أسطوانة ريمكسات رقمية مطولة | [ 50 ]              |
| ألمانيا          | 1 يونيو، 2012   | أسطوانة ريمكسات رقمية مطولة | [ 19 ]              |
| المملكة المتحدة  | 4 يونيو، 2012   | أسطوانة ريمكسات رقمية مطولة | [ 51 ]              |